# Houston (Texas)
Houston (kiejtése: hjúszton) az Amerikai Egyesült Államok negyedik legnépesebb városa, egyben Texas állam legnagyobb városa. A 2007-es hivatalos becslés szerint a városnak 2,2 millió lakosa van, akik egy 1600 km² területű városban laknak. Houston a székhelye Harris megyének, és gazdasági központja a Nagy-Houston nevezetű agglomerációs körzetnek, amely a hatodik legnagyobb az Amerikai Egyesült Államokban.
A várost 1836. augusztus 30-án alapította két testvér, Augustus Chapman Allen és John Kirby Allen. Hivatalosan 1837. június 5-én jegyezték be a várost, ami a Texasi Köztársaság akkori elnökéről, Sam Houstonról kapta nevét. A város, kikötői jellege miatt, a vasútipar miatt, illetve az 1901-ben felfedezett olajkészleteknek köszönhetően folyamatosan növekedik már megalapítása óta. A 20. század során Houston ad otthont a Texas Egészségügyi Központnak, amely a világ legnagyobb egészségügyi körzete, illetve itt van a székhelye a Lyndon B. Johnson Űrközpontnak is. A város a Galveston-Houstoni főegyházmegye érseki társszékvárosa.
Houston gazdasági ipari gazdaság: kiemelkedő az energiaipar, gyártás, szállítás és az egészségügy is fontos gazdasági ágazat. A város kikötője a legnagyobb nemzetközi kikötő az Amerikai Egyesült Államokban, illetve a második legnagyobb az összes forgalom tekintetében. Houston lakosságilag multikulturális. Évente több tucat kiállítás van a városban, a Houstoni Múzeum Negyed évente mintegy 7 millió látogatót fogad.

## Története

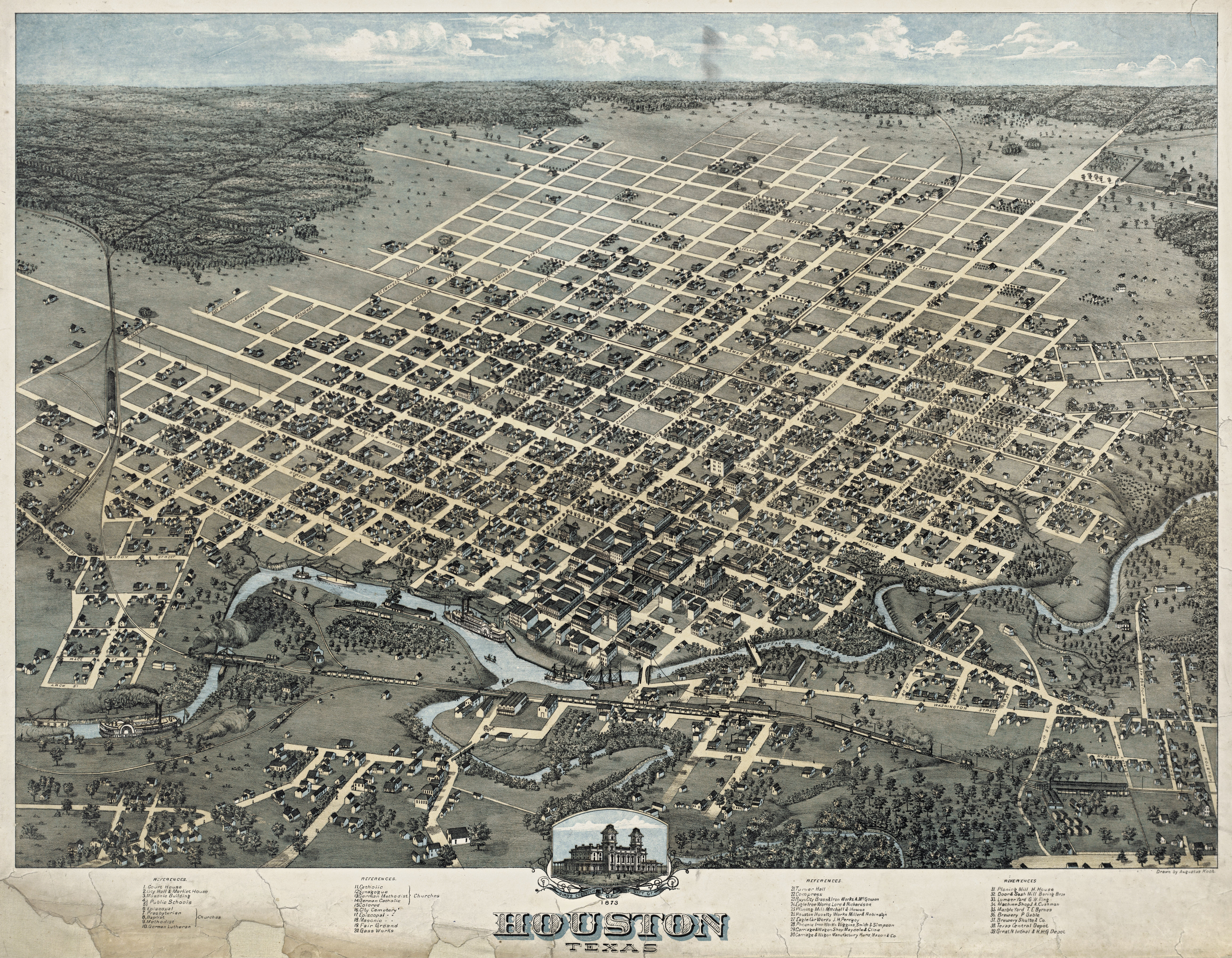
A város 1870 körül

1836 augusztusában két New Yorkból származó testvér, John Kirby Allen és Augustus Chapman Allen vásárolt a mai Houston város helyén 27 km²-nyi területet, azzal a nyílt szándékkal, hogy várost alapítsanak. Úgy döntöttek, hogy a városukat a San Jacintoi csata népszerű tábornokáról, Sam Houstonról fogják elnevezni, akit 1836 szeptemberében a Texasi Köztársaság kormányzójává választottak.
Tulajdonképpen városként 1837. június 5-én jegyezték be a települést, az első polgármestert James S. Holmannak hívták. Ugyanebben az évben Houston lett Harrisburg megye (ma csak Harris megye) székhelye, és ideiglenesen a Texasi Köztársaság fővárosa is lett.
Az 1860-as évektől kezdődően Houston úgy volt ismert, mint a selyemexport egyik fő központja. A legtöbb texasi vasútvonal befutott Houstonba is. Az amerikai polgárháború alatt a város egy híres Konföderáció-párti hadvezér, John B. Magruder székhelyéül szolgált. Itt toborozta és szerelte fel csapatait.
A polgárháború után a helyiek erőfeszítéseket tettek annak érdekében, hogy kiszélesítsék a város gazdaságát, ennek köszönhetően a város sokkal nagyobb kereskedelmet tudott lebonyolítani. Az 1890-es évekre Houston lett egész Texas vasúti központja.
Miután 1900-ban a közeli fontos kikötőt, Galvestont megrongálta egy hurrikán, megnőtt az igény arra, hogy Houstont nagy kikötővárossá fejlesszék. A rá következő évben a közelben felfedeztek egy óriási olajmezőt, ami a texasi olajipar történetének kezdete volt.
1902-ben az akkori elnök, Theodore Roosevelt 1 millió dollárt utalt ki Houstonnak a kikötő fejlesztésére. 1910-re a város lakossága már 78 800 fő volt, azaz, majdnem megduplázódott egy évtized alatt. Thomas Woodrow Wilson elnök, 1914-ben, hét évvel az építkezések megkezdése után megnyitotta a mélyvízi kikötőt a forgalomnak. 1930-ban már Houston volt Texas állam legnépesebb városa, és a megye, melyben található a település, volt Texas legnépesebb megyéje.
A II. világháború kitörése alatt a kikötő forgalma nagymértékben csökkent, de ennek ellenére sok hasznot termelt a városnak a világháború. A kikötő mellé olajfinomítókat és gyárakat építettek, ugyanis a háborús helyzetben megnőtt az igény az ilyen termékek irányába. A közeli katonai repülőteret újra forgalomba helyezték, és sok légi gyakorlatot tartottak itt meg.
A világháború után a város gazdasági élete átalakult, már nem volt olyan fontos a kikötői kereskedelem. 1945-ben a városban kezdték el építeni a világ legnagyobb egészségügyi központját. Mára már egy modern épületekből álló második felhőkarcoló város nött ki a földből a városközponttól nyugatra, a nevezetes Rice Egyetem közelében. 1948-ban sok a város közelében levő be nem jegyzett területet csatoltak Houstonhoz, ennek következtében nagy mértékben megnőtt a város területe. Az 1960-as évek során ismét népességrobbanás volt a városban, miután a NASA létrehozta a közelben az űrközpontját, majd ez az 1970-es években folytatódott, mivel az Amerikai Egyesült Államok középnyugati részéről rengeteg ember költözött ide a jobb megélhetés reményében, sokuk pedig az energiaipar területén helyezkedett el, többek között ez is oka volt az arab olajembargónak az 1970-es években az Egyesült Államokban.
Az 1980-as évek során a népességnövekedés váratlan félbeszakadt, ugyanis az olajkitermelés is kezdett csökkenni, ugyanakkor egy súlyos baleset miatt az űrkutatással foglalkozó központ is csökkentette tevékenységét.
A gazdasági visszaesésnek köszönhetően az 1990-es évek során a város erőfeszítéseket tett annak érdekében, hogy csökkentse a város függőségét az olaj világpiaci helyzetétől, illetve az egészségügy és a biotechnológia területére próbálták áttelepíteni a város gazdaságát. 1997-ben először fekete bőrszínű polgármestere volt Houstonnak, Lee P. Brown személyében.
Egy 2001 júniusában a városon átvonuló trópusi vihar óriási károkat okozott, a város egyes helyein 940 mm csapadék esett, több millió dollár kárt okozva, ugyanakkor Texas területén 20 emberáldozatot követelve. 2005 augusztusában Houston befogadott 150 000 New Orleansból, a Rita hurrikán elől ide menekülő embert, de egy hónapra rá több mint 2,5 millió embert kellett evakuálni Houstonból, amikor a Rita hurrikán erre a területre is elért. Ez volt az Egyesült Államok történetében az eddigi legnagyobb evakuáció.

## Földrajz
A hivatalos adatok szerint a város területe 155 km², amiből 57 km² víz. A város nagy része az öböl-parti fekvése miatt erdős növényzetű. A belvárosi terület 15 m tengerszint fölötti magasságon, míg a legmagasabb pontja 38 m-en van. Houstonnak nagy talajvízkészletei vannak, de mára olyannyira megnőtt az igény ezekre, hogy a közeli két jelentős tóból, a Houston-tóból és a Conroe-tóból szállítanak vizet a városba.

### Éghajlat
A városnak nedves szubtrópusi éghajlata van. Tavasszal nagy viharok, néha tornádók vannak a városban. A nyári hónapokban leggyakrabban átlépi a hőmérséklet a 32 °C-t, de a levegő páratartalma miatt emelkedik a relatív hőmérséklet. Emiatt a legtöbb houstoni lakos autójában van légkondicionáló. A belváros felhőkarcolóit pedig földalatti járatrendszer, aluljárók hálózata köti össze, s így ki sem kell lépniük a belvárosban dolgozóknak a nyári hőségbe. Az itt mért valaha legmagasabb hőmérséklet 43 °C volt, amit 2000. szeptember 4-én mértek.
A telek is elég melegek Houstonban. A legmagasabb átlagos hőmérséklet januárban 17 °C volt, a legalacsonyabb átlagos 5 °C. A hóesés nagyon ritka jelenség. Bár a tornádóknak köszönhetően néha van hóesés (legutóbb a 2008 decemberében). Houstonban a valaha mért legalacsonyabb hőmérséklet -15 °C volt, ezt 1943. január 23-án mérték. A levegő erős mértékben szennyezett, egy félmérés szerint a 6. helyen áll a legszennyezettebb levegőjű városok listáján.
| Hónap                         | Jan. | Feb. | Már. | Ápr. | Máj. | Jún. | Júl. | Aug. | Szep. | Okt. | Nov. | Dec. | Év   |
| ----------------------------- | ---- | ---- | ---- | ---- | ---- | ---- | ---- | ---- | ----- | ---- | ---- | ---- | ---- |
| Átlagos max. hőmérséklet (°C) | 17,1 | 18,9 | 22,4 | 26,0 | 29,4 | 32,3 | 33,4 | 33,7 | 31,3  | 27,3 | 22,4 | 18,1 | 26,1 |
| Átlagos min. hőmérséklet (°C) | 7,2  | 9,2  | 12,4 | 16,0 | 20,1 | 23,3 | 24,2 | 24,3 | 22,1  | 17,3 | 12,2 | 8,2  | 16,4 |
| Átl. csapadékmennyiség (mm)   | 97   | 83   | 81   | 82   | 119  | 180  | 118  | 122  | 125   | 146  | 109  | 101  | 1365 |
| Havi napsütéses órák száma    | 143  | 155  | 192  | 210  | 248  | 282  | 295  | 270  | 237   | 229  | 168  | 149  | 2578 |
| Forrás: Hong Kong Observatory |      |      |      |      |      |      |      |      |       |      |      |      |      |

## Gazdaság
A településen található az Union Pacific Railroad egyik rendezőpályaudvara.

## Hírességek
- Semir Osmanagić, bosnyák származású régész
- Kenny Rogers, amerikai énekes
- Beyoncé Knowles, amerikai énekesnő, a Destiny’s Child egykori tagja
- Hillary Duff, amerikai színésznő
- Billy Gibbons, a ZZ-Top együttes gitárosa
- Dennis Quaid, amerikai színész
- Helen Sung, kínai származású dzsessz-zongorista
- Patrick Swayze, amerikai színész
- Travis Scott,amerikai rapper
- Denise Kim (Denise), Secret Number kpop csapat tagja